# Raionul Grigoriopol

Harta localităților raionului.

Raionul Grigoriopol (în rusă Григориопольский район) este un raion din autoproclamata „Republica Moldovenească Nistreană” și un fost raion component din RASS Moldovenească (1924–1940) și apoi din RSS Moldovenească (1940–1941; 1944–1958; 1971–1991). Reședința raionului este orașul Grigoriopol, situat în partea centrală a Transnistriei. Alte localități importante ale raionului sunt Tașlîc și Mălăiești.
Potrivit Atlasului Transnistriei, dintr-o populație totală de 53.100 de oameni, 75,9% trăiesc în mediu rural. Structura etnică este una majoritar moldovenească/românească, constituind circa 65% din populația raionului, în timp ce ucrainenii reprezintă doar 17,5% și rușii – 10%. Restul sunt polonezi, găgăuzi și alte etnii. În reședința raionului, orașul Grigoriopol, locuiesc potrivit acestui atlas, între 11.000 și 20.000 de oameni, orașul având o densitate a populației de 1.400 locuitori pe km2.

## Populație

### Structura etnică
| Grup etnic         | Populație | % Procentaj |
| ------------------ | --------- | ----------- |
| Moldoveni (români) | 31.118    | 64,83%      |
| Ruși               | 8.333     | 17,36%      |
| Ucraineni          | 7.332     | 15,28%      |
| Germani            | 327       | 0,68%       |
| Bulgari            | 240       | 0,5%        |
| Belaruși           | 187       | 0,39%       |
| Găgăuzi            | 123       | 0,26%       |
| Polonezi           | 100       | 0,21%       |
| Armeni             | 62        | 0,13%       |
| Alții              | 178       |             |

## Diviziuni administrative
Oraș
- Grigoriopol

Sate
- Bîcioc, Butor
- Carmanova, Colosova, Crasnogorca
- Delacău
- Hîrtop, Hlinaia
- Mălăiești, Maiac
- Speia
- Șipca
- Tașlîc, Teiu
- Vinogradnoe

## Economie
Agricultura este ramura de bază a economiei. Între 50% și 55% din terenul arabil este rezervat cerealelor, 10-15% pentru floarea-soarelui, 5-6% pentru legume, 10-15% pentru viță-de-vie și restul pentru fructe. În intervalul 1995-1999, singurul pentru care există informații clare de la regimul terorist transnistrean, se pare că producția agricolă totală a scăzut de 2 până la 15 ori pentru diversele categorii cultivate; dezastrul economic numit Transnistria este atât de mare încât, practic, toată agricultura republicii separatiste se bazează pe cea a raionului vecin de la sud, raionului Slobozia și pe cea a raionului Râbnița, deși Grigoriopol este un raion a cărui populație este în mod covârșitor rurală.
De altfel, așa-zisele autorități nici nu mai fac eforturi economice de mult, dacă au făcut vreodată, după cum arată , raionul plătind la bugetul "central" doar 0,5 trilioane de ruble transnistrene, față de 58,6 trilioane cât plătește Tiraspolul singur.
Din produsul intern brut total al raionului, circa 74% provine din agricultură și numai cca. 8% din industrie. Restul de bani vine din transport și telecomunicații.

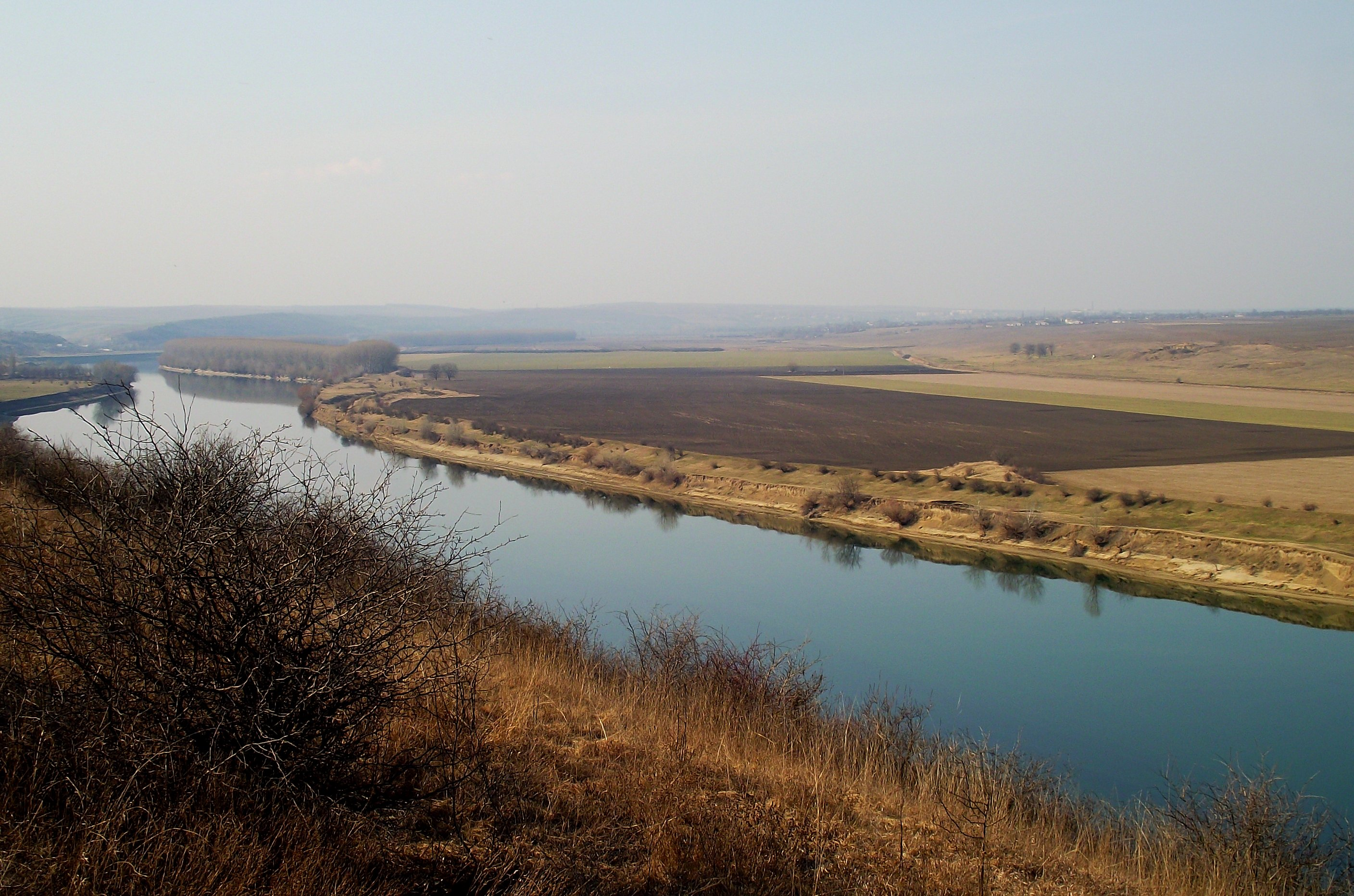
Nistrul traversînd raionul